# Omphalotaceae
Omphalotaceae Bresinsky, 1985 è una famiglia di funghi basidiomiceti appartenente all'ordine Agaricales.

## Generi di Omphalotaceae
Il genere tipo nonché unico genere della famiglia è Omphalotus Fayod, 1889. Altri generi inclusi sono elencati di seguito.
- Anthracophyllum
- Caripia
- Gymnopus
- Lentinula
- Marasmiellus
- Mycetinis
- Neonothopanus
- Rhodocollybia[2]